# Tabanovac
Tabanovac es un pueblo ubicado en la municipalidad de Petrovac, en el distrito de Braničevo, Serbia.

## Superficie
Posee una superficie de 15,49 kilómetros cuadrados.

## Demografía
Hasta 2011 la población era de 1027 habitantes, con una densidad de población de 66,28 habitantes por kilómetro cuadrado.